# Хуан Ельгуяр
Хуан Ельгуяр (ісп. Juan José Delhuyar y Lubice) (15 червня 1754, Логроньйо; 20 вересня 1796, Богота, Колумбія) — іспанський хімік та мінералолог.
У 1783 році разом із своїм братом Фаусто Ельгуяром відкрив хімічний елемент вольфрам.